# EC Peiting
Le EC Peiting est un club professionnel allemand de hockey sur glace basé à Peiting. Il évolue en Oberliga, le troisième échelon allemand.

## Historique
Le club est créé en 1968.

## Anciens joueurs

### Palmarès
- Vainqueur de l'Oberliga: 1974.